# 날강도
"날강도"(Heart Robber)는 한국에서 제작된 류현경 감독의 2010년 드라마 영화이다. 류현경 등이 주연으로 출연하였다.

## 출연

### 주연
- 류현경
- 오태경

## 기타
- 조감독: 이보람
- 미술: 한다정